# Массовые убийства в Мали (2019)
Массовые убийства в Мали — серия нападений, произошедших в середине марта 2019 года, в ходе которых боевики убили около 160 представителей народа фульбе в центральной части Мали. Нападения произошли после того, как правительство Мали объявило об уничтожении оставшихся групп исламистов в стране. В результате атак особенно пострадали деревни Огоссагу и Уелингара.

## Предыстория
Пастухи народа фульбе стали вступать в конфликт с другими этническими группами Мали за возможность пасти скот на определённой территории и доступ к воде. Эти конфликты усугубляются изменением климата, деградацией земель и ростом населения. Согласно данным издания African Arguments только небольшая часть народа фульбе активно поддерживает исламистские группы, но другие народы Мали не разделяют это мнение и часто ассоциируют фульбе с террористами.

## Ход столкновений
Нападения произошли в деревнях Огоссагу и Велингара, населёнными представителями фульбе. По словам местных малийских чиновников, атаки были осуществлены охотниками народа догоны, которые были вооружены огнестрельным оружием и мачете. Нападавшие догоны обвинили жителей деревень в связях с джихадистами и заявили, что атака была проведена в отместку за нападение Аль-Каиды на военную базу в Мали на прошлой неделе, в результате которого погибли 23 малийских солдата. По словами очевидцев, почти все хижины в деревнях были сожжены дотла.

## Последствия
После нападений президент Мали Ибрагим Бубакар Кейта уволил начальника штаба армии генерала М’Бембу Муссу Кейту и командира сухопутных войск генерала Абдрахамане Бэби. Премьер-министр Сумейлу Бубэйе Майга подал в отставку. Организация Объединённых Наций объявила, что 26 марта 2019 года направят следственную группу на место преступления. Президент Ибрагим Бубакар Кейта приказал, чтобы догонская милиция Dan Na Ambassagou, ответственная за нападение, была упразднена. Организация Human Rights Watch также обвинила Dan Na Ambassagou в том, что они несут ответственность за массовые убийства, хотя руководитель милиции это отрицает.
Специальный советник ООН по предупреждению геноцида Адама Диенг предупредил о том, что присутствует этническая составляющая в конфликте. Он напомнил, что 26 марта 2019 года 6 догонов были убиты и еще 20 похищены предположительно вооружёнными представителями фульбе в деревнях Уаду и Кере-Кере. 30 марта 2019 года представители правоохранительных органов Мали задержали пятерых подозреваемых в нападении на фульбе, которые сами ранее стали жертвами насилия.